# Verbandsgemeinde Arzfeld
De Verbandsgemeinde Arzfeld is een Verbandsgemeinde in de Eifelkreis Bitburg-Prüm in de Duitse deelstaat Rijnland-Palts. Het telt behalve de hoofdplaats Arzfeld zelf nog 42 andere zelfstandige Ortsgemeinden, tezamen goed voor zo'n 9.500 inwoners (2016).
Aan de westzijde grenst de Verbandsgemeinde aan zowel België als Luxemburg en dus ook aan het Drielandenpunt.

## Gemeenten
De Verbandsgemeinde bevat de volgende gemeenten (Ortsgemeinden):
1. Arzfeld
2. Dackscheid
3. Dahnen
4. Daleiden
5. Dasburg
6. Eilscheid
7. Eschfeld
8. Euscheid
9. Großkampenberg
10. Hargarten
11. Harspelt
12. Herzfeld
13. Irrhausen
14. Jucken
15. Kesfeld,
16. Kickeshausen
17. Kinzenburg
18. Krautscheid
19. Lambertsberg
20. Lascheid
21. Lauperath
22. Leidenborn
23. Lichtenborn
24. Lierfeld
25. Lünebach
26. Lützkampen
27. Manderscheid
28. Mauel
29. Merlscheid
30. Niederpierscheid
31. Oberpierscheid
32. Olmscheid
33. Pintesfeld
34. Plütscheid
35. Preischeid
36. Reiff
37. Reipeldingen
38. Roscheid
39. Sengerich
40. Sevenig (Our)
41. Strickscheid
42. Üttfeld
43. Waxweiler

Verbandsvrije stad:  Bitburg